# Аеродром Гетеборг
Аеродром Гетеборг-Ландветер (швед. Göteborg-Landvetter flygplats) је међународни аеродром шведског Гетеборга, смештен 20 km источно од града. То је друга по величини промета ваздушна лука у Шведској, после Стокхолмске Арланде - 2018. године ту је превезено преко 6,8 милиона путника. Аеродром је добио име по оближњем градићу Ландветеру. Поред тога, аеродром је важан за карго-саобраћај.
Аеродром је авио-чвориште за неколико авио-компанија: Рајанер, Норвиџан ер шатл, Скандинејвијан Ерлајнс, Томас Кук Ерлајнс Скандинавија и ТУИ Флај Нордик.